# Blackburn Triplane
Le Blackburn Triplane est un triplan britannique de la Première Guerre mondiale.